# Kalervo Rauhala
Kalervo Juhani Rauhala (* 19. Oktober 1930 in Ylistaro; † 21. September 2016 in Seinäjoki) war ein finnischer Ringer. Er gewann bei den Olympischen Spielen 1952 in Helsinki die Silbermedaille hinter Axel Grönberg aus Schweden.

## Werdegang
Kalervo Rauhala begann als Jugendlicher beim Ringerverein Ylistaron Kilpa-Veljet mit dem Ringen. Er machte rasche Fortschritte und wurde bereits 1951 erstmals finnischer Meister im griechisch-römischen Stil im Mittelgewicht. 1952 qualifizierte er sich für Teilnahme an den Olympischen Spielen in Helsinki im griechisch-römischen Stil im Mittelgewicht. Kalervo Rauhala konnte in Helsinki voll überzeugen und gewann dort mit vier Siegen die Silbermedaille. Unter den von ihm besiegten Ringern befanden sich auch Gustav Gocke aus Deutschland und der sowjetische Meister Nikolai Below.
Auch bei den Weltmeisterschaften 1953 in Neapel gelang Kalervo Rauhala mit dem 3. Platz im Mittelgewicht, wieder im griech.-röm. Stil, der Gewinn einer Medaille. Er siegte dabei unter anderem über den deutschen Meister Johann Sterr aus München und über den späteren Olympiasieger Branislav Simić aus Jugoslawien.
Bei der Weltmeisterschaft 1955 in Karlsruhe im griech.-röm. Stil stand Kalervo Rauhala wieder auf der Ringermatte. Er hatte dabei allerdings großes Pech, denn nach einem Sieg in der ersten Runde über den Iraner Mansoor Hasrati musste er verletzt aufgeben und blieb deswegen unplatziert.
Bei weiteren internationalen Meisterschaften startete er nicht mehr. Er stand aber noch bis in das Jahr 1960 seinem Land bei vielen Länderkämpfen zur Verfügung. Er scheute sich dabei nicht, 1955 sogar im Schwergewicht gegen den damals allerdings noch am Anfang seiner Karriere stehenden Deutschen Wilfried Dietrich anzutreten. Er lieferte diesem einen ausgeglichenen Kampf und verlor nur knapp nach Punkten.
Bemerkenswert ist noch, dass auch seine Söhne Pekka und Jouha Ringer internationalen Formats wurden, wozu der Vater Kalervo sicher vieles beigetragen hat.

## Erfolge

### Internationale Erfolge
(OS = Olympische Spiele, WM = Weltmeisterschaft, GR = griech.-röm. Stil, Mi = Mittelgewicht, Hs = Halbschwergewicht ht, S = Schwergewicht, damals bis 79 kg, 87 kg und über 87 kg Körpergewicht)
- 1952, Silbermedaille, OS in Helsinki, GR, Mi, mit Siegen über Abdel Mustafa, Ägypten, Gyula Németi, Ungarn, Gustav Gocke, Deutschland und Nikolai Below, UdSSR und einer Niederlage gegen Axel Grönberg, Schweden;
- 1953, 3. Platz, WM in Neapel, GR, Mi, mit Siegen über Osvaldo Riva, Italien, Branislav Simić, Jugoslawien und Johann Sterr, BRD und Niederlagen gegen Ismet Atli, Türkei, Giwi Kartosia, UdSSR und Axel Grönberg;
- 1955, unpl., WM in Karlsruhe, GR, Mi, nach einem Sieg über Mansoor Hasrati, Iran, Aufgabe wegen Verletzung;

### Finnische Meisterschaften
Kalervo Rauhala wurde 1951, 1952, 1955 sowie 1957 finnischer Meister im griech.-röm. Stil und 1953, 1954, 1955 und 1958 im freien Stil. 1953 war er Vizemeister im griechisch-römischen Stil geworden.

## Länderkämpfe
- 1954, Finnland gegen Schweden, GR, Mi, Schultersieger über Lennart Blixt,
- 1954, Finnland gegen Schweden, F, Mi. Schulterniederlage gegen A. Karlsson,
- 1955, Deutschland gegen Finnland, GR, S, Punktniederlage gegen Wilfried Dietrich,
- 1956, Finnland gegen Schweden, F, Hs, Punktniederlage gegen Wiking Palm,
- 1957, Schweden gegen Finnland, GR, Hs, Punktniederlage gegen Rune Jansson,
- 1957, Schweden gegen Finnland, GR, Hs, Punktniederlage gegen Karl-Erik Nilsson,
- 1958, Finnland gegen Schweden, GR, Hs, Punktniederlage gegen Rune Jansson,
- 1958, Finnland gegen Schweden, F, Hs, Unentschieden gegen Bengt Lindblad,
- 1958, Schweden gegen Finnland, F, S, Punktniederlage gegen Bertil Antonsson,
- 1958, Schweden gegen Finnland, GR, S, Unentschieden gegen Ragnar Svensson,
- 1960, Finnland gegen Schweden, F, Hs, Punktniederlage gegen Bengt Lindblad,
- 1960, Finnland gegen Schweden, GR, Hs, Punktniederlage gegen Rune Joansson